# Gyiophis maculosus
Gyiophis maculosus (мулова змія Бланфорда) — вид змій родини гомалопсових (Homalopsidae). Ендемік М'янми.

## Поширення і екологія
Мулові змії Бланфорда мешкають в дельті річки Іраваді. Ведуть водний спосіб життя.